# Шелепиха (станція метро)
55°45′27″ пн. ш. 37°31′26″ сх. д. / 55.75750° пн. ш. 37.52389° сх. д.
Шелепиха (рос. Шелепиха) — станція Великої кільцевої лінії Московського метрополітену. Відкрита 26 лютого 2018 р. у складі черги «Діловий центр» — «Петровський парк». Розташована у Пресненському районі (ЦАО); отримала назву по однойменній історичній місцевості через знаходження під Шелепихинським шосе.

## Історія
З моменту відкриття станція була частиною двох маршрутів:  Солнцевської лінії та  Великої кільцевої лінії. Після відновлення роботи станції метро «Діловий центр» 12 грудня 2020 року, рух Солнцевською лінією по дільниці «Парк Перемоги» — «Савеловська» припинився.
Станція Шелепиха розвантажила станцію Вулиця 1905 року.

## Конструкція
Колонна трипрогінна станція мілкого закладення (глибина закладення — 18 м) з острівною платформою.

## Оздоблення
Домінуючими кольорами в оздоблені станції є білий, жовтий і чорний. Шестиметрові білі колони неправильної форми створюють ілюзію високих стель, власне стелі оброблені чорними й жовтими пластинами. Платформа покрита гранітом, колійні стіни — мармуром.

## Розташування та вестибюлі
Станція розташована у Пресненському районі, уздовж лінії Малого кільця Московської залізниці на північ від Шмитовського проїзду. Вихід через два підземних вестибюля на Шмитовський проїзд та Шелепихинське шосе.

## Колійний розвиток
Станція з колійним розвитком — 2 ССГ з Солнцевської лінії з боку станції «Діловий центр».
На північ від станції побудовано заділ під перспективне продовження лінії уздовж Краснопресненського проспекту. При цьому дільниця «Хорошевська» — «Шелепиха» стане ССГ між Третім пересадним контуром та окремою лінією «Шелепиха» — «Діловий центр».

## Пересадки
- Станцію МЦК  «Шелепиха»
- Станцію МЦД-1  «Тестовська»
- А: 27, 69, 152, 155, 294, с344, 366, с369, т54